# فلمینگ کریستنسن
فلمینگ کریستنسن (انگلیسی: Flemming Christensen؛ زادهٔ ۱۰ آوریل ۱۹۵۸) یک بازیکن فوتبال اهل دانمارک است.
از باشگاه‌هایی که در آن بازی کرده‌است می‌توان به باشگاه فوتبال سن-اتین اشاره کرد.
وی همچنین در تیم ملی فوتبال دانمارک بازی کرده‌است.